# 1811 na ciência

## Eventos
- Isolamento do elemento químico Iodo[1]
- Amedeo Avogadro propõe a Lei de Avogadro, que define que volumes iguais de um gás sob as mesmas condições de temperatura e pressão contém o mesmo número de moléculas.[2]

## Nascimentos
| Data | Nome | Profissão | Nacionalidade | Observações | Ref |
| ---- | ---- | --------- | ------------- | ----------- | --- |

## Mortes
| Data          | Nome                          | Profissão                          | Nacionalidade    | Observações | Ref |
| ------------- | ----------------------------- | ---------------------------------- | ---------------- | ----------- | --- |
| 31 de agosto  | Louis Antoine de Bougainville | navegador, membro da Royal Society | Reino da França  | n. 1729     |     |
| 8 de setembro | Peter Simon Pallas            | zoólogo                            | Reino da Prússia | n. 1741     |     |

## Prémios
Medalha Copley
- Benjamin Collins Brodie[3]